# Scio (Schiff)
Die Scio war ein Frachtschiff, das ursprünglich als Köderschiff für den Ersten Weltkrieg geplant war. Nach dem Zweiten Weltkrieg wurde die Scio vom Israelischen Verteidigungsministerium gechartert, um während des israelischen Unabhängigkeitskriegs Waffen und militärische Ausrüstung nach Israel zu bringen.

## Geschichte
Die Scio wurde 1918 unter der Registernummer M.S. 20 bei Smith Docks Co. Ltd. im englischen Middlesbrough auf Kiel gelegt. Sie sollte im Ersten Weltkrieg als Köderschiff dienen. Durch das Kriegsende im November 1918 entfiel dieser Zweck, und das Schiff wurde als ziviles Frachtschiff fertiggebaut und 1919 als Mallock in Dienst gestellt.
1934 wurde die Mallock nach Italien verkauft und in Scio umbenannt. „Scio“ ist der italienische Name der griechischen Ägäisinsel Chios. In den 1940er Jahren begann die Nutzung der Scio durch die Hagana, bzw. durch den Palyam. Zunächst wurde das Schiff weiter unter italienischer Flagge und mit einer rein italienischen Mannschaft betrieben. Mit der Zeit wurden israelische Seeleute in der Funktion als Begleit- und Schutzmannschaft aufgenommen.
Nach der Staatsgründung kaufte das Israelische Verteidigungsministerium das Schiff, registrierte es in Honduras und vercharterte die Scio an Hakibutz Hameuchad, ein in die Kibbuz-Struktur integriertes Unternehmen. In der Regel wurde die Scio dann als ziviles Handelsschiff mit nahezu ausschließlich israelischer Mannschaft aus den Kibbuzim Sdot Jam und Ma’agan Micha’el betrieben, konnte jedoch jederzeit kurzfristig für militärische Transportaufgaben herangezogen werden. Die Scio war damit das erste Schiff, mit dem das Konzept einer Kibbuz-eigenen Betreibergesellschaft umgesetzt wurde.
Als Transportschiff des Palyam und später der israelischen Marine hatte die Scio einen wichtigen Anteil an der Bewaffnung der israelischen Armee und am Verlauf des Unabhängigkeitskriegs. Sie absolvierte z. B. trotz des gegenüber Israel streng umgesetzten UN-Waffenembargos zwischen Juli 1948 und Mai 1949 insgesamt sieben Frachtfahrten, mit denen militärische Ausrüstung und Munition, unter ziviler Ladung versteckt, nach Israel gebracht wurde.
Beim großen Streik der israelischen Seeleute 1951 wurde die Scio von der Streikleitung als schwimmende Radiostation genutzt, über die sie Kontakt zu allen israelischen Schiffen auf dem gesamten Globus hielt. 1952 lief der Chartervertrag zwischen dem Verteidigungsministerium und Hakibutz Hameuchad aus. Die Scio wurde noch mehrere Monate in privater Hand betrieben, und im Januar 1953 zur Verschrottung verkauft.